# Референдум в Лихтенштейне по Налоговому кодексу (1970)
Двойной референдум в Лихтенштейне по Налоговому кодексу проходил 1 марта 1970 года. Избирателей спрашивали одобряют ли они предложение по изменению Налогового кодекса, повышающему долю перераспределения налогов в местные органы власти, либо встречное предложение Ландтага. Предложение было одобрено 67,6 % голосов, тогда как встречное предложение — отклонено 66,8 % голосов.

## Контекст
Референдум проводился по народной инициативе об изменении Налогового кодекса, чтобы увеличить перераспределённую часть в коммуны. Избиратели должны были одновременно голосовать по контрпредложению парламента.
Эта была народная инициатива по внесению поправок в Статью № 128-бис Налогового кодекса с целью утроить коэффициент перераспределения в коммуны. После достижения необходимого количества в 600 зарегистрированных подписей инициатива была направлена в Ландтаг в рамках статьи № 64.2 Конституции. Парламент отклонил его 22 декабря 1969 года, что привело к его голосованию, но одновременно внёс встречное предложение, предусматривающее удвоение этого коэффициента.

## Результаты

### Изменение Налогового кодекса
| Выбор                               | Голоса | %    |
| ----------------------------------- | ------ | ---- |
| За                                  | 2 181  | 67,6 |
| Против                              | 1 045  | 32,4 |
| Недействительных/пустых бюллетеней  | 192    | -    |
| Всего                               | 3 418  | 100  |
| Зарегистрированных избирателей/Явка | 4 312  | 79,3 |
| Источник: Démocratie Directe        |        |      |

### Встречное предложение Ландтага
| Выбор                               | Голоса | %    |
| ----------------------------------- | ------ | ---- |
| За                                  | 974    | 33,2 |
| Против                              | 1 956  | 66,8 |
| Недействительных/пустых бюллетеней  | 488    | -    |
| Всего                               | 3 418  | 100  |
| Зарегистрированных избирателей/Явка | 4 312  | 79,3 |
| Источник: Démocratie Directe        |        |      |